# Gornji Vrbljani
Gornji Vrbljani är ett samhälle i Bosnien och Hercegovina.   Det ligger i entiteten Republika Srpska, i den västra delen av landet, 140 km väster om huvudstaden Sarajevo. Gornji Vrbljani ligger 675 meter över havet och antalet invånare är 465.
Terrängen runt Gornji Vrbljani är lite bergig.Runt Gornji Vrbljani är det ganska tätbefolkat, med 80 invånare per kvadratkilometer.. Närmaste större samhälle är Gornji Ribnik, 8,6 km norr om Gornji Vrbljani. 
I omgivningarna runt Gornji Vrbljani växer i huvudsak blandskog.